# Yokuts Kings River
El yokuts Kings River era una de les llengües yokuts de Califòrnia.

## Dialectes
Hi ha quatre dialectes del Kings River, Chukaymina, Michahay, Ayitcha (Kocheyali), i Choynimni.